# USAM Nîmes
La Union Sportive des Anciens du Mont Duplan Nîmes, més conegut com a USAM Nîmes, és un club d'handbol francès fundat l'any 1960.

## Palmarès
- 4 Lligues franceses: 1988, 1990, 1991 i 1993.
- 3 Copes de França: 1985, 1986 i 1994.